# Petru I. Petru Popa
Petru I. Petru Popa (n. 1882, Porcurea, județul Hunedoara – d. 1966, Porcurea, județul Hunedoara) a fost un deputat în Marea Adunare Națională de la Alba Iulia , organismul legislativ reprezentativ al „tuturor românilor din Transilvania, Banat și Țara Ungurească”, cel care a adoptat hotărârea privind Unirea Transilvaniei cu România, la 1 decembrie 1918 :p. 219.

## Biografie
A făcut școala primară din satul natal, Porcurea, actual Vălișoara din județul Hunedoara, al cărui primar a fost mai târziu :p. 219.

## Activitatea politică
Ca deputat în Adunarea Națională din 1 decembrie 1918 a fost delegat al Cercului electoral Orăștie :p. 219.